# Tanyostethium
Tanyostethium is een geslacht van vliesvleugeligen uit de familie Mymaridae. De wetenschappelijke naam van dit geslacht is voor het eerst geldig gepubliceerd in 1990 door Yoshimoto.

## Soorten
Het geslacht Tanyostethium is monotypisch en omvat slechts de volgende soort:
- Tanyostethium elongatum Yoshimoto, 1990